# Yaraşlı, Ordu
Yaraşlı là một xã thuộc thành phố Ordu, tỉnh Ordu, Thổ Nhĩ Kỳ. Dân số thời điểm năm 2010 là 435 người.